# Hildegard Grethe
Hildegard Grethe (née en 1899 dans l'Empire allemand, morte le 26 décembre 1961 à Berlin-Ouest) est une actrice allemande.

## Biographie
Hildegard Grethe monte sur scène à la fin de la Première Guerre mondiale. Dans les années 1920, elle travaille notamment à Hambourg (Théâtre Thalia) et Königsberg (Ostpreußisches Landestheater), et dans les années 1930 à Erfurt, Breslau et Brunswick. Pendant la saison 1938-1939, elle joue principalement en tournée. Elle est aussi présente au Heidelberger Schlossfestspiele.
En même temps qu'elle s'installe à Berlin, Hildegard Grethe, alors âgée de 40 ans, commence également au cinéma. Au début de la Seconde Guerre mondiale, elle se tient devant la caméra avec des rôles de figuration importants dans des productions à grande échelle, dont certaines sont de la propagande nazie. Hildegard Grethe incarne des dames de la haute noblesse, mais au fil des décennies aussi de plus en plus souvent des mères, de simples femmes du peuple et des paysannes.
Hildegard Grethe est l'une des premières actrices à se tourner vers la télévision après la Seconde Guerre mondiale. À cette époque, elle est à peine sur scène, elle a seulement un engagement permanent à la Tribüne de Berlin lors de la saison 1951-1952. L'artiste a son dernier rôle peu de temps avant sa mort, Noël 1961, dans Meine Frau Susanne, une série télévisée qui n'est diffusée qu'en 1963, un an et demi après la mort de Grethe.

## Filmographie
- 1939 : La Lutte héroïque
- 1940 : Friedrich Schiller - Le triomphe d'un génie
- 1941 : Sechs Tage Heimaturlaub
- 1942 : Hochzeit auf Bärenhof (de)
- 1942 : Rembrandt
- 1942 : Die Entlassung
- 1942 : Diesel (de)
- 1942 : Der Seniorchef
- 1943 : Le Roi du cirque (de)
- 1943 : Gefährlicher Frühling
- 1945 : Via Mala
- 1945 : Leb' wohl, Christina (de) (inachevé)
- 1948 : Film sans titre
- 1948 : Eine alltägliche Geschichte
- 1949 : Das kleine Hofkonzert (de)
- 1949 : Jeunes filles derrière les grilles (de)
- 1953 : Die verschlossene Tür (TV)
- 1954 : Der Teufel fährt in der 3. Klasse (TV)
- 1955 : L'Étudiante Hélène Willfuer (de)
- 1956 : Der Gast (TV)
- 1956 : … wie einst Lili Marleen
- 1957 : Banktresor 713
- 1957 : Das Geheimnis (TV)
- 1959 : Turandot (Prinzessin von China) (TV)
- 1959 : Unser Wunderland bei Nacht (de)
- 1959 : Und hätte die Liebe nicht (TV)
- 1960 : Zur letzten Instanz (TV)
- 1962 : Mord im Dom (TV)
- 1963 : Meine Frau Susanne (série télévisée)